# Jean-Claude Girard-Madoux
Jean-Claude Girard-Madoux est un homme politique français né le 3 janvier 1882 à Chignin (Savoie) et décédé le 5 octobre 1929 à Chambéry (Savoie).
Fils de viticulteur, il est avocat à Chambéry. Il est maire de Chignin de 1907 à 1929 et conseiller général du canton de Montmélian en 1910. Il est député de la Savoie de 1914 à 1919, inscrit au groupe radical. Il ne se représente pas en 1919, et devient président de la chambre d'agriculture.

### Sources
- « Jean-Claude Girard-Madoux », dans le Dictionnaire des parlementaires français (1889-1940), sous la direction de Jean Jolly, PUF, 1960 [détail de l’édition]